# Lambda Aurigae
Lambda Aurigae (Al Hurr, 15 Aurigae) é uma estrela na direção da constelação de Auriga. Possui uma ascensão reta de 05h 19m 08.08s e uma declinação de +40° 06′ 02.4″. Sua magnitude aparente é igual a 4.69. Considerando sua distância de 41 anos-luz em relação à Terra, sua magnitude absoluta é igual a 4.18. Pertence à classe espectral G0V.